# Bolton (West Yorkshire)
Bolton – dzielnica miasta Bradford, w Anglii, w West Yorkshire, w dystrykcie metropolitalnym Bradford. Leży 2,2 km od centrum miasta Bradford, 13,4 km od miasta Leeds i 279,4 km od Londynu. W 2001 roku dzielnica liczyła 13 762 mieszkańców. W 1891 roku civil parish liczyła 3161 mieszkańców. Bolton jest wspomniana w Domesday Book (1086) jako Bodeltone.